# Acropyga donisthorpei
Acropyga donisthorpei é uma espécie de formiga do gênero Acropyga, pertencente à subfamília Formicinae.